# Альбокринов, Николай Петрович
Николай Петрович Альбокринов (1885 — 1920) — подполковник 3-го гренадерского Перновского полка, герой Первой мировой войны. Участник Белого движения на Востоке России, генерал-майор.

## Биография
Родился 16 (28) ноября 1885 года в Саратове. Сын подполковника.
Окончил 1-й Московский кадетский корпус (1903) и Александровское военное училище (1905), откуда выпущен был подпоручиком в 95-й пехотный Красноярский полк.
13 декабря 1907 года переведён во 2-й Кронштадтский крепостной пехотный полк. 10 сентября 1908 года произведён в поручики, а 12 октября того же года переведён в 3-й гренадерский Перновский полк. 15 декабря 1912 года произведён в штабс-капитаны.
В Первую мировую войну вступил в рядах перновских гренадер. Удостоен ордена Св. Георгия 4-й степени
За то, что в бою 6 мая 1915 года, командуя батальоном своего полка, получившего задачу выбить противника с позиции на линии д. д. Тыхов и Нивы-Тыховские, лично произвел до боя отважную разведку расположения противника, при условиях исключительной трудности и опасности; воспользовавшись добытыми сведениями, атаковал противника, обойдя его фланг, захватил, после упорного боя, укрепления противника южнее д. Тыхова, которые и удержал за собою, вследствие чего сражение приняло решительный оборот в нашу пользу.
Произведён в капитаны 6 сентября 1916 года «за выслугу лет», в подполковники — 27 ноября того же года.
В Гражданскую войну участвовал в Белом движении на Востоке России. В октябре 1918 года, во время Ижевско-Воткинского восстания, с группой офицеров перешёл от красных на сторону Воткинской народно-революционной армии. Был произведён в полковники, состоял начальником штаба народно-революционной армии, командовал частями Народной армии в Воткинском районе. С 11 января 1919 года был назначен начальником 15-й Воткинской стрелковой дивизии, 22 июля 1919 года произведён в генерал-майоры. В январе 1920 года попал в плен под Красноярском, в том же году был расстрелян в Томской ЧК.

## Награды
- Орден Святого Станислава 3-й ст. (ВП 26.08.1913)
- Орден Святой Анны 3-й ст. с мечами и бантом (ВП 12.11.1914)
- Орден Святого Станислава 2-й ст. с мечами (ВП 12.11.1914)
- Орден Святой Анны 2-й ст. с мечами (ВП 11.05.1915)
- Орден Святого Владимира 4-й ст. с мечами и бантом (ВП 31.05.1915)
- Орден Святой Анны 4-й ст. с надписью «за храбрость» (ВП 14.04.1916)
- Орден Святого Георгия 4-й ст. (ВП 27.09.1916)
- старшинство в чине штабс-капитана с 9 августа 1911 года (ВП 8.07.1916)